# Хюлте (община)
Община Хюлте (на шведски: Hylte kommun) е разположена в лен Халанд, югозападна Швеция с обща площ 1052 km2 и население 10 001 души (към 31 декември 2013). Административен център е град Хюлтебрук.